# كارلوس ليوناردو هيريرا
كارلوس ليوناردو هيريرا (بالإسبانية: Carlos Leonardo Herrera)‏ مواليد 27 مارس 1983 في الأرجنتين، هو ملاكم محترف أرجنتيني يصنف ضمن فئة الوزن المتوسط.

## إحصائيات
خاض خلال مسيرته 31 نزالا، فاز في 24 ولم يتعادل وخسر في 7. فاز بالضربة القاضية في 10 نزالات.

## روابط خارجية
- كارلوس ليوناردو هيريرا على موقع بوكس ريك (الإنجليزية) (registration required)